# Saint-Myon
Saint-Myon é uma comuna francesa na região administrativa de Auvérnia-Ródano-Alpes, no departamento Puy-de-Dôme. Estende-se por uma área de 5,49 km². Em 2010 a comuna tinha 507 habitantes (densidade: 92,3 hab./km²).